# My War
My War – czwarta płyta zespołu Black Flag wydana w marcu 1984 roku przez firmę SST Records.

## Lista utworów
1. My War – 3:46
2. Can't Decide – 5:22
3. Beat My Head Against the Wall – 2:34
4. I Love You – 3:27
5. Forever Time – 2:30
6. The Swinging Man – 3:04
7. Nothing Left Inside – 6:44
8. Three Nights – 6:04
9. Scream – 6:52

## Muzycy
- Henry Rollins – wokal
- Greg Ginn – gitara,
- Dale Nixon – gitara basowa
- Bill Stevenson – perkusja
- Spot – producent